# مورين ميرفي
مورين ميرفي (بالإنجليزية: Maureen Murphy)‏ هي ممثلة أسترالية، ولدت في 23 مارس 1939.

## وصلات خارجية
- مورين ميرفي على موقع IMDb (الإنجليزية)
- مورين ميرفي على موقع قاعدة بيانات الفيلم (الإنجليزية)